# Red Velvet
Red Velvet（： Re Deu Bel Bet；日语： Reddo Berubetto）是韓國SM娛樂於2014年推出的五人K-pop女子音樂團體，由隊長Irene、Seulgi、Wendy、Joy及Yeri組成，團體曾榮獲許多獎項，包括金唱片獎、首爾歌謠大賞、MAMA大獎最佳女團、亞洲明星盛典和韓國大眾音樂獎最佳流行歌曲，也被美國《時代雜誌》和《公告牌》評為最受歡迎的韓國Kpop流行音樂團體之一。
團體起初是由Irene、Seulgi、Wendy、Joy四名成員組成。2014年8月1日，以數位單曲《Happiness》一曲正式出道。2015年3月，加入新成員Yeri，成為五人體制，並在3月18日發行首張迷你專輯《Ice Cream Cake》。同年3月27號在KBS《音樂銀行》拿下首次音樂節目的冠軍，距離出道時間至首次音樂節目冠軍為238天。

## 演藝經歷

### 2012年 - 2014年：出道前
2012年10月15日，當時《Nightline ABC News》所報導有關於少女時代的新聞片段，Irene、孔升妍和Seulgi首次出現在大衆視線。
2013年4月25日，SM娛樂旗下男子團體SHINee推出第三張正規專輯Chapter 2《Why So Serious? - The Misconceptions Of Me》發表回歸。其中Irene出演并擔任此MV《Why So Serious? 》的女主角。8月21日，SM娛樂旗下個人歌手Henry發表首張數位單曲《1-4-3 (I Love You)》，Irene再次出演MV。12月3日，SM娛樂發佈新企SM ROOKIES。SM ROOKIES是指新概念預備明星平台，透過官方網站及各種官方渠道持續公開在SM接受訓練而預備出道的Pre-Debut Team。預備出道練習生會透過SM ROOKIES正式公開，沒有被SM ROOKIES公開的練習生會以傳統方式出道。並公開三名預備成員，其中Seulgi為SM ROOKIES的第一批成員。12月10日，SM ROOKIES再次公開新一批成員，其中包括Irene和Lami。
2014年3月14日，SM娛樂公開SM ROOKIES的新成員Wendy。3月19日，SM娛樂再次放出關於Wendy的影片。3月20日，Wendy參與電視劇《MiMi》的OST演出並公開官方影片。7月11日，Seulgi參演Henry的《Fantastic》音樂錄影帶并參與此專輯中的《Butterfly》配唱工作。7月16日，Irene和Seulgi以SR14G的身份翻跳前輩S.E.S.的名曲《Be Natural》。

### 2014年：出道
首張數位單曲《Happiness》

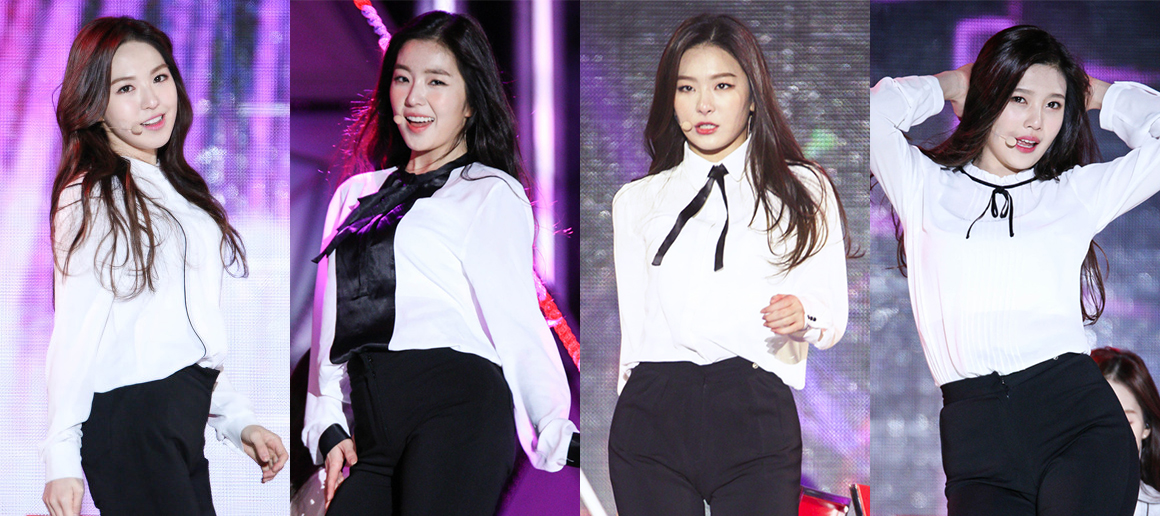
于12月11日上的國際會議暨展示中心的露天劇場表演

2014年7月27日，透過SM娛樂官方YouTube公開Red Velvet出道單曲《Happiness》的音樂錄像預告，4名成員IRENE、SEULGI、WENDY和JOY正式露面。
8月1日，在KBS《音樂銀行》上正式出道，並於8月3日透過官方YouTube公開出道單曲《Happiness》MV。MV中，清新歡快的歌曲融合色彩斑斕的視覺效果，給人帶來清新可人的感受。中毒性極強副歌部分更加凸顯Red Velvet活潑可愛的魅力。8月4日，正式發行首張數位單曲《Happiness》的音源。Red Velvet出道當天，SM娛樂股票價格上漲2.22%。
在公開的《Happiness》MV當中，開頭出現了許多身穿不同顏色而不在Red Velvet當中的神秘少女，之後在2015年曾出現在MV裡的少女之一的YERI加入了Red Velvet，成為Red Velvet第五名成員。此外，《Happiness》MV登于8月份美國最多人觀看MV第四名、全球8月份最多人觀看MV第二名。並借《Happiness》在出道一星期后在SBS《人氣歌謠》位于一位候補，最高排名為第三。
第二張數位單曲《Be Natural》
10月6日，SM娛樂公佈Red Velvet將於10月13日推出第二張數位單曲《Be Natural》，《Be Natural》翻唱自同屬SM娛樂、韓國元祖女子組合S.E.S.於2000年發表的4輯《A Letter From Green Land》中的同名歌曲。相比《Happiness》的「Red」，此曲風格為「Velvet」。

### 2015年：新成員加入、正規一輯
迷你一輯《Ice Cream Cake》

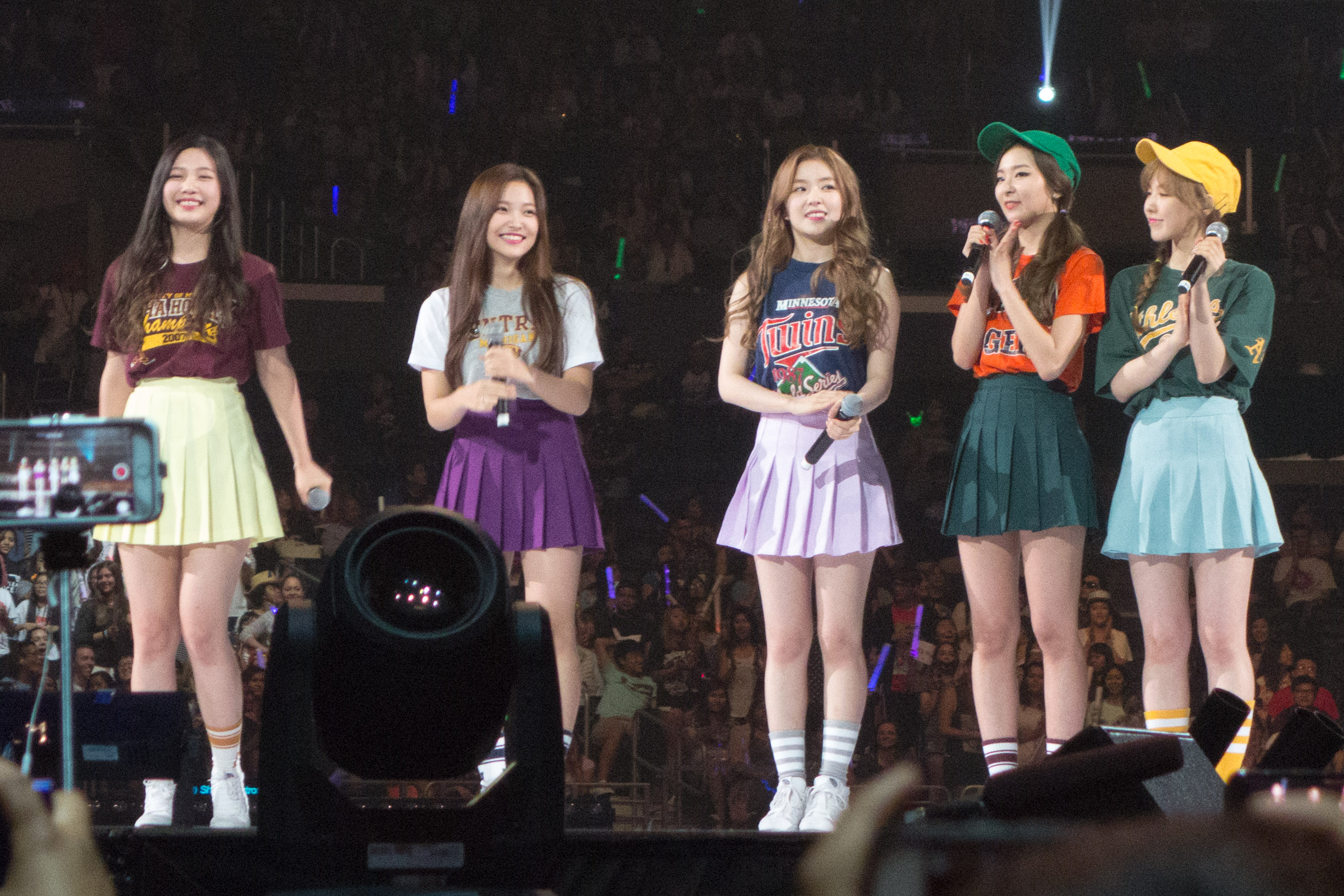
Red Velvet于8月2日的KCON

3月11日，SM娛樂透過社交網站宣佈Red Velvet將於3月18日發行首張迷你專輯《Ice Cream Cake》，並公開了新成員YERI的加入。
3月14日晚間公佈收錄曲《Automatic》MV。
3月16日，Red Velvet首張迷你專輯《Ice Cream Cake》同名主打歌《Ice Cream Cake》的MV於官方YouTube頻道公開。3月17日公開《Ice Cream Cake》音源，並在18日發行實體專輯。将在3月19日的Mnet《M! Countdown》展開回歸活動。並借《Ice Cream Cake》在3月27日的KBS《音樂銀行》獲得出道以來的第一個音樂節目冠軍。此外，也因《Ice Cream Cake》的好銷量而成為上半年專輯銷售量最佳女子組合之一。
正規一輯《The Red》
9月4日，SM娛樂宣布Red Velvet將帶著首張正規專輯《The Red》於9月9日回歸歌壇。9月9日，發行首張正規專輯《The Red》並公開主打歌《Dumb Dumb》的音源，當天登上美國告示牌排行榜和韓國GAON排行榜第一。MV也再次成為當月告示牌美國和全球9月份全多人觀看MV第一名。年結時更成為告示牌2015年十大最佳KPOP專輯第7名。
SM冬季特別企劃《Winter Garden》
12月，SM娛樂公開冬季特別企劃《Winter Garden》和三張系列照，並揭露其中主人公為Red Velvet。12月18日，發售《Wish Tree》音源。

### 2016年
迷你二輯《The Velvet》

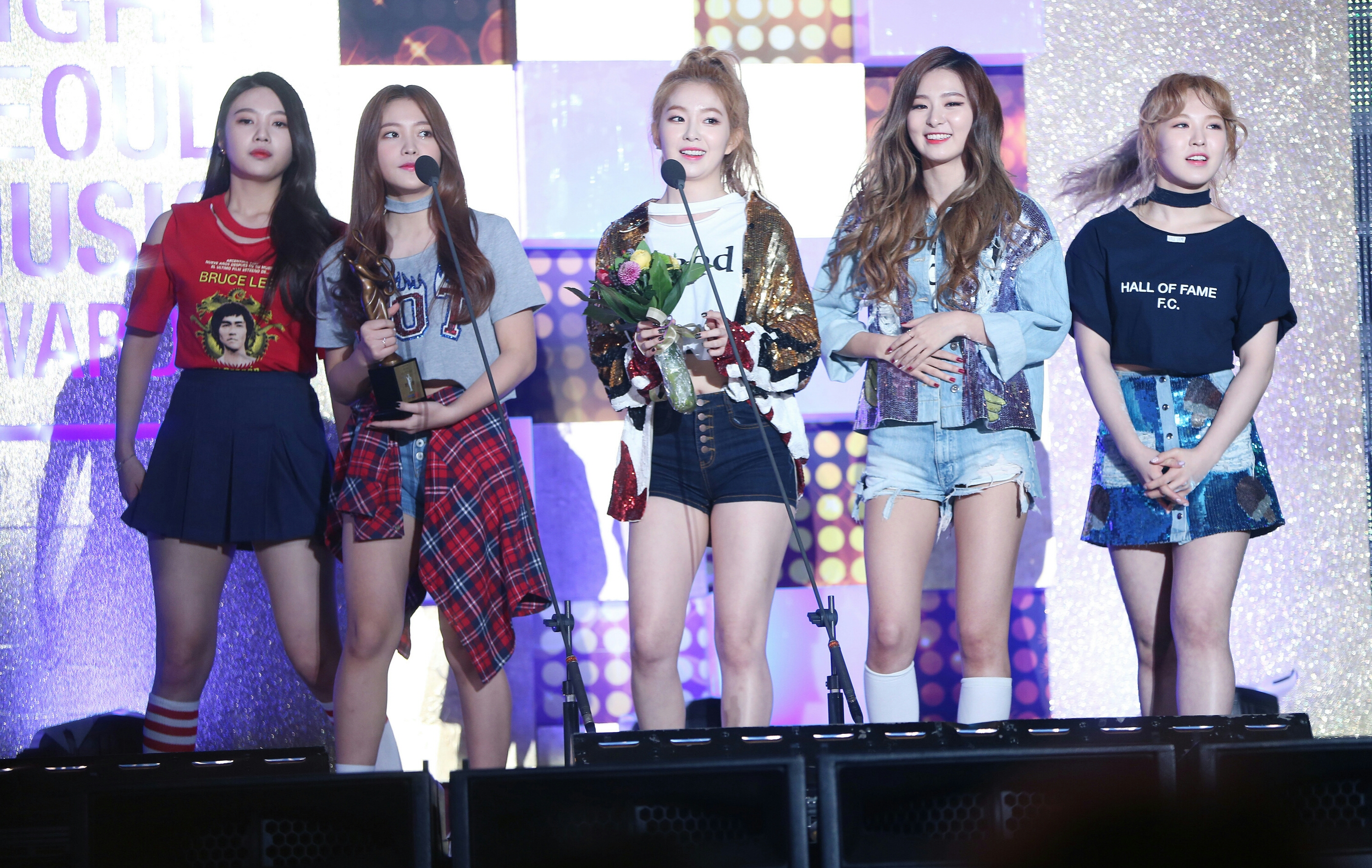
于1月14日的首爾音樂獎

3月10日，Red Velvet於官方Instagram帳户公開了新專輯的概念照，並標示了專輯名稱《The Velvet》，是繼單曲《Be Natural》後，時隔約兩年再度以Velvet（柔軟）主題回歸。3月16日，SM娛樂表示為了更加提高專輯的完成度，不能不把回歸日延遲至17日。3月17日，《The Velvet》音源正式公開及實體發售。Red Velvet以當日的Mnet《M! Countdown》作為起點，展開回歸活動。
迷你三輯《Russian Roulette》
9月1日，SM娛樂表示Red Velvet會於9月7日發表第三張迷你專輯《Russian Roulette》回歸。第三張迷你專輯是Red Velvet音樂的轉折點，並不局限於Red（強烈）和Velvet（柔軟）其中一種風格，會同時呈現完整的Red Velvet，是兩種風格的結合。尤其主打曲《Russian Roulette》比起《Dumb Dumb》上節奏會更加明快，且加入了成熟的概念。
9月7日，第三張迷你專輯全曲音源發佈和實體發售，並於9月8日在Mnet的《M! Countdown》回歸舞台中展現《Russian Roulette》的初舞台和收錄曲，正式展開活動。《Russian Roulette》在美国告示牌排行榜最高第2，且在SBS MTV《THE SHOW》获得了第一个奖杯。

### 2017年：首次演唱會、正規二輯
迷你四辑《Rookie》

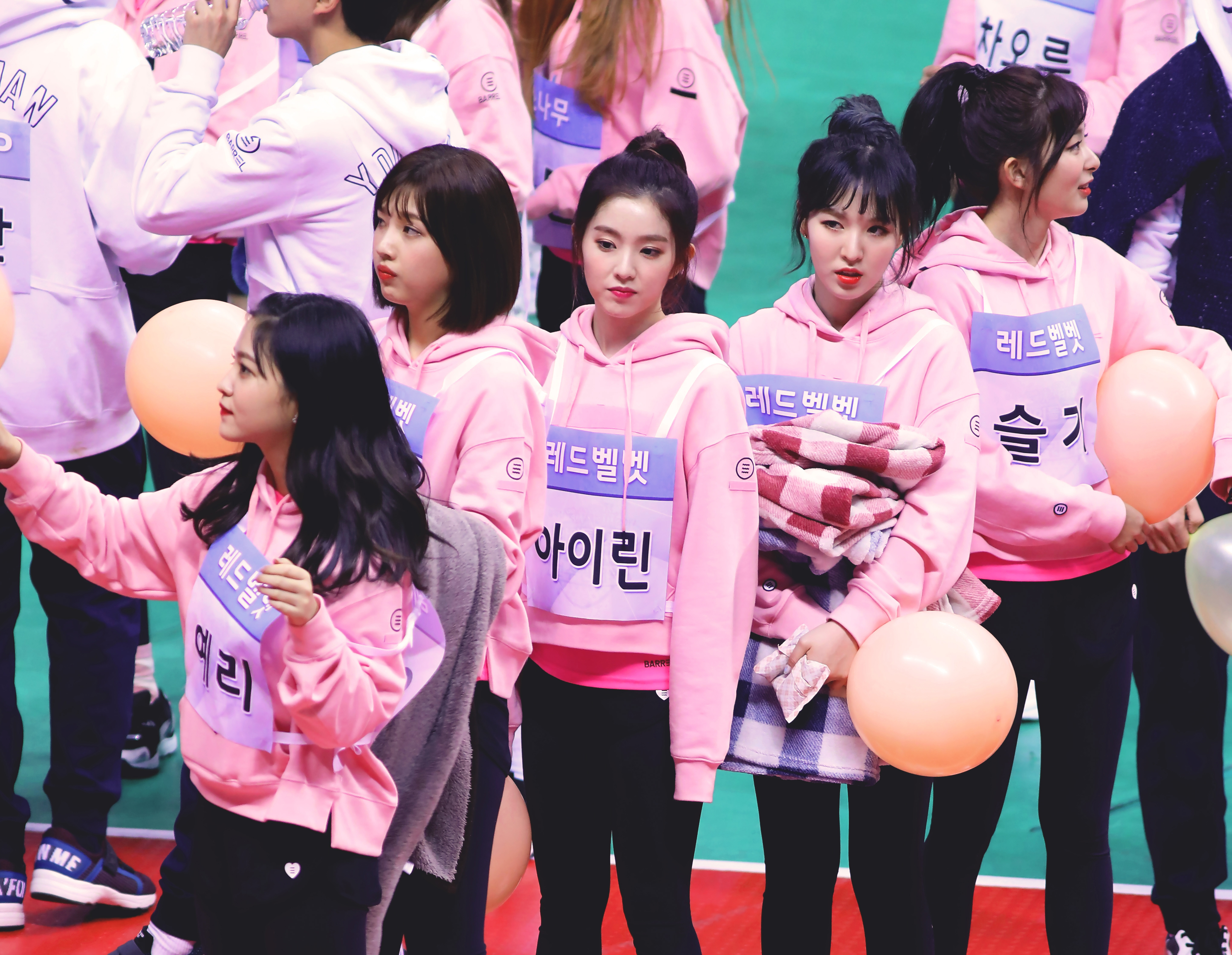
於1月16日的MBC偶像明星運動會

2月1日，發表第四張迷你專輯《Rookie》回歸。2月2日，《Rookie》在公開後短短一日內就登上了多個海外iTunes排行榜一位。2月7日，以主打歌《Rookie》在SBS MTV《THE SHOW》獲得回歸初一位，其後在各個音樂節目連續登冠，在粉絲的熱烈反響中成為9冠王。3月23日，SM娱乐表示Red Velvet将成为《SM STATION》第二季度的首位主人公，将于3月31日中午12时公开新曲《Would U》的音源。
夏日迷你一輯《The Red Summer》
6月30日，於官方Instagram公布特別迷你專輯的預告照，並於當日上午10時公開成員Irene的概念照。並確定Red Velvet將於7月9日以夏日為主題的首張夏日迷你專輯《The Red Summer》回歸 。7月9日，《Red Flavor》音源在韓國時間中午12時發佈，MV中成員們以不同的水果出現，風格清新，佔據五榜一位。
首次演唱會《Red Room》
8月18日至20日，Red Velvet舉行爲期三天的單獨演唱會「Red Room」，此次演唱會的動員人數為11,000人。11月6日，Red Velvet在日本首次舉辦Premium Showcase。為日本活動作預熱。
正規二輯《Perfect Velvet》
11月17日，Red Velvet以第二張正規專輯《Perfect Velvet》回歸，此為Red Velvet時隔2年3個月發行的正規專輯也是首張銷量破十萬的專輯。並在12月10日的SBS《人氣歌謠》中取得一位。《Peek-A-Boo》釋出后，持續在各大音源榜佔前十的位置，也因此在隔年1月14日于SBS《人氣歌謠》再次奪冠。

### 2018年：日本出道

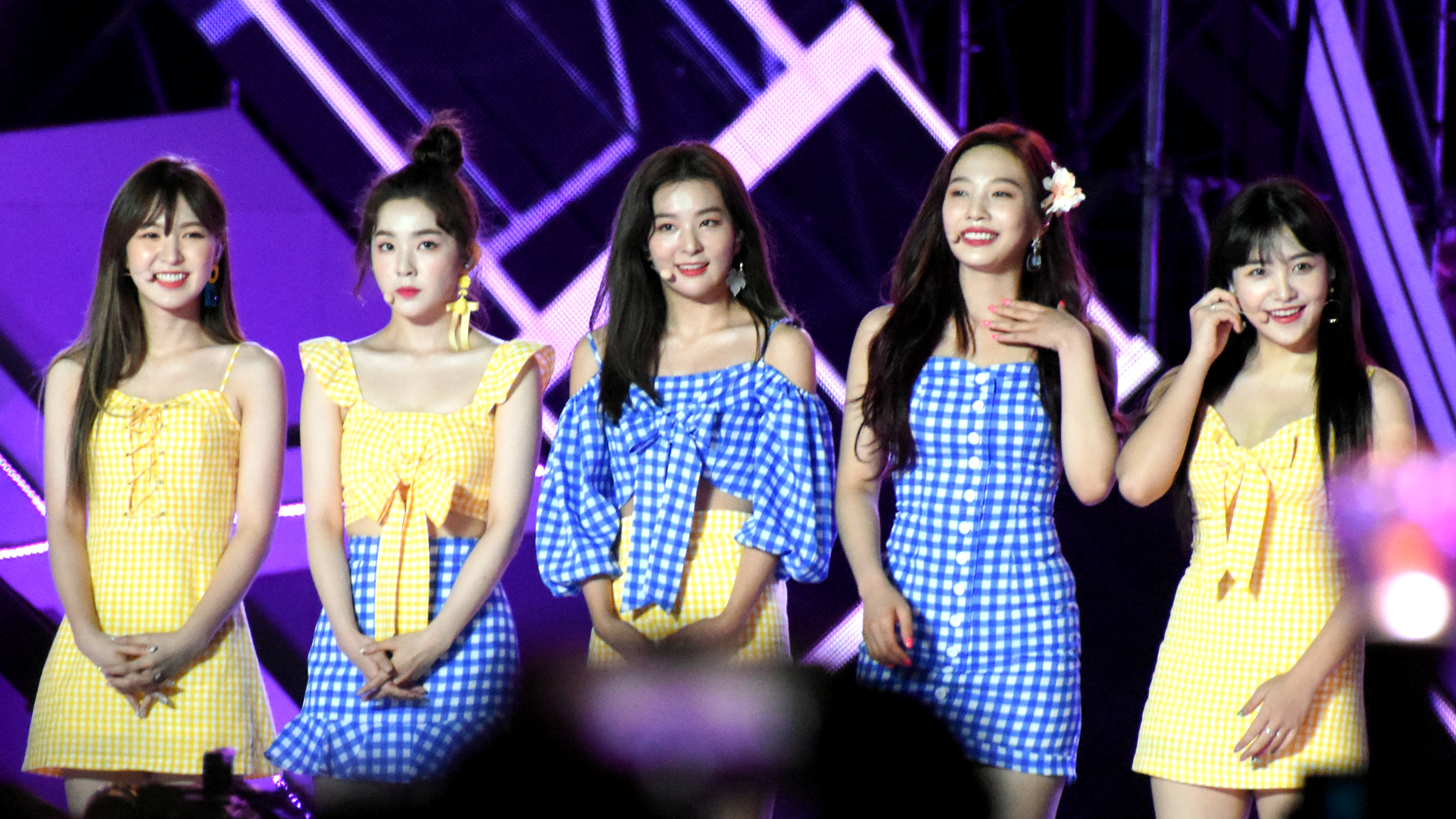
於9月2日的仁川機場SKY FESTIVAL

正規二輯改版《The Perfect Red Velvet》
1月24日，官方公佈回歸照，宣佈于1月29日攜帶新專輯回歸。1月27日，第三張迷你專輯主打歌《Russian Roulette》MV歷經508天觀看次數突破一億，成為Red Velvet首支破億MV。1月30日，改版專輯《The Perfect Red Velvet》的主打曲《Bad Boy》佔據7個音源實時榜，MelOn、Olleh、Genie、Bugs、NAVER Music 與 Soribada 同登一位、Mnet三位。此外，《The Perfect Red Velvet》在荷蘭、芬蘭、斯洛文尼亞、巴西、阿根廷等16個國家和地區的iTunes綜合專輯榜上取得第一，在中國蝦米音樂的綜合榜上同樣位居榜首。
2月1日，與Wanna One在「第2屆韓國演藝製作人大賞」中共同奪得了「年度歌手賞」。2月26日，Red Velvet日本官網宣佈Red Velvet將于5月至6月期間進行《Red Velvet Hall Tour in JAPAN "Red Room"》的日本巡迴演唱會，並公佈有關巡演時間與地點。2月28日，憑藉《Red Flavor》獲得大衆的喜愛，Red Velvet于第15屆的韓國音樂大獎中奪得「最佳流行歌曲」。3月20日，韓國官方宣布Red Velvet將與其他被選定的韓國藝人一起於3月31日至4月3日在朝鮮平壤舉行韓國音樂會，使她們成為繼神話之後，近15年來第一個踏足北韓的K-POP樂團。5月10日，首張正規專輯主打歌《Dumb Dumb》MV歷經975天觀看次數突破一億，成為Red Velvet第二支破億MV。5月26日，首張改版專輯主打歌《Bad Boy》MV歷經117天觀看次數突破一億，成為Red Velvet第三支破億MV。
日語迷你一輯《#Cookie Jar》
7月4日，发行首张日語迷你專輯《#Cookie Jar》，正式进军日本。
第二次演唱會《REDMARE》
8月4日至5日，Red Velvet舉行第二次的單獨演唱會「REDMARE」。
夏日迷你二輯《Summer Magic》

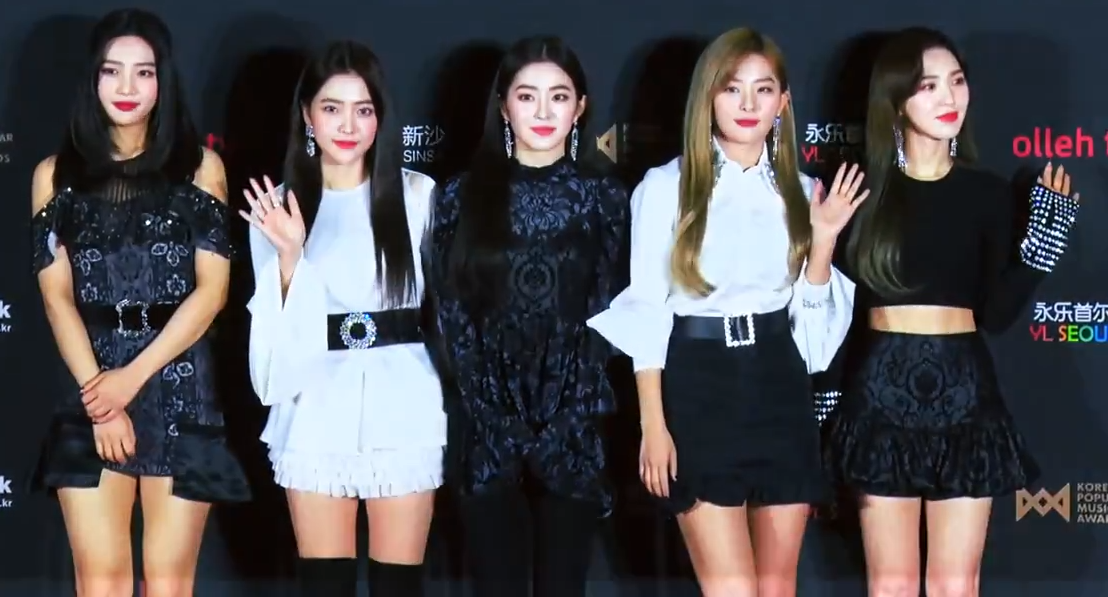
於12月20日的韓國大眾音樂獎

8月6日，發表第二張夏日迷你專輯《Summer Magic》。同日8時，主打歌《Power Up》在Melon、Mnet、Soribada、Naver Music、genie、Bugs成功取得七大音樂網站排行榜的一位，達成實時All-Kill。該成績是SM娛樂中第一位達到實時All-Kill的團體。並於8月8日達成Perfect All-Kill。該專輯除了在韓國拿下佳績，也在台灣、香港、新加坡、馬來西亞、越南、印尼、芬蘭、希臘、西班牙、巴西、墨西哥、智利、泰國、菲律賓等共28個國家和地區的iTunes綜合專輯榜拿下第一名。據Gaon排行榜數據顯示，在第32周的排行榜上獲得專輯榜1位、主打曲《Power Up》獲得數字綜合、下載綜合榜1位，獲Gaon Chart第32周三冠王。
繼2017年7月的《The Red Summer》獲得先前在美國有史以來最好的週銷量後，此週銷量甚至緊接著被11月的《Perfect Velvet》突破，而這次《Summer Magic》在兩個告示牌榜單上獲得第3名，分別是世界專輯榜與熱門專輯榜，並且這次在熱門專輯榜的名次打平了到目前為止她們在該榜單上的最佳排名。首次上榜於Billboard專輯暢銷榜的第91名（此榜單是橫跨所有音樂類型，基於銷量排名出前100名的專輯），和數位專輯榜的第21名（此榜單是橫跨所有音樂類型，排名出下載量前25名的專輯）。Red Velvet分別剛好是第10個和第11個進入這兩個榜單的K-POP表演組合。
9月10日，第二張正規專輯主打歌《Peek-A-Boo》MV歷經297天觀看次數突破一億，成為Red Velvet第四支破億MV。同日，首張夏日迷你專輯主打歌《Red Flavor》MV歷經430天觀看次數突破一億，成為Red Velvet第五支破億MV。
10月24日，韓國《2018 大眾文化藝術賞》於奧林匹克公園舉行，而Red Velvet獲得文化體育觀光部表彰，也為該屆頒獎典禮內唯一獲獎的女子團體。
迷你五輯《RBB》
11月9日，官方公佈回歸照，宣佈于11月30日攜帶新專輯《RBB》回歸，並在21個國家iTunes綜合專輯榜拿下第一名，亦獲得Billboard World Digital Song Sales榜和Heatseekers Albums榜單第一名。
12月27日，首張迷你專輯主打歌《Ice Cream Cake》MV歷經1382天觀看次數突破一億，成為Red Velvet第六支破億MV。
2018年無疑是Red Velvet豐收的一年，憑藉《Bad Boy》入選美國“Billboard樂評選出的2018年最佳歌曲100首”第43位，成為唯一入選的K-POP女團，並獲得美國“Billboard樂評選出的今年最佳 K-POP 歌曲20首”第一名（自2012年Billboard開始排名年度最佳K-pop歌曲以來，RV首次成為年度最佳歌曲的女性藝人）。而《Bad Boy》MV在韓國Youtube 2018 人氣官方MV拿下第六位、英國Youtube 2018 最多觀看次數Kpop MV的第五位、全球Youtube 2018 最多觀看次數Kpop MV第九位。此外，《Bad Boy》更是入圍《韓國音樂大獎Korean Music Awards》最佳流行歌曲，已連續兩年獲得入圍。《Power Up》則是獲得Gaon 2018年度歌手8月份音源部門第一名。

### 2019年：「The ReVe Festival」系列

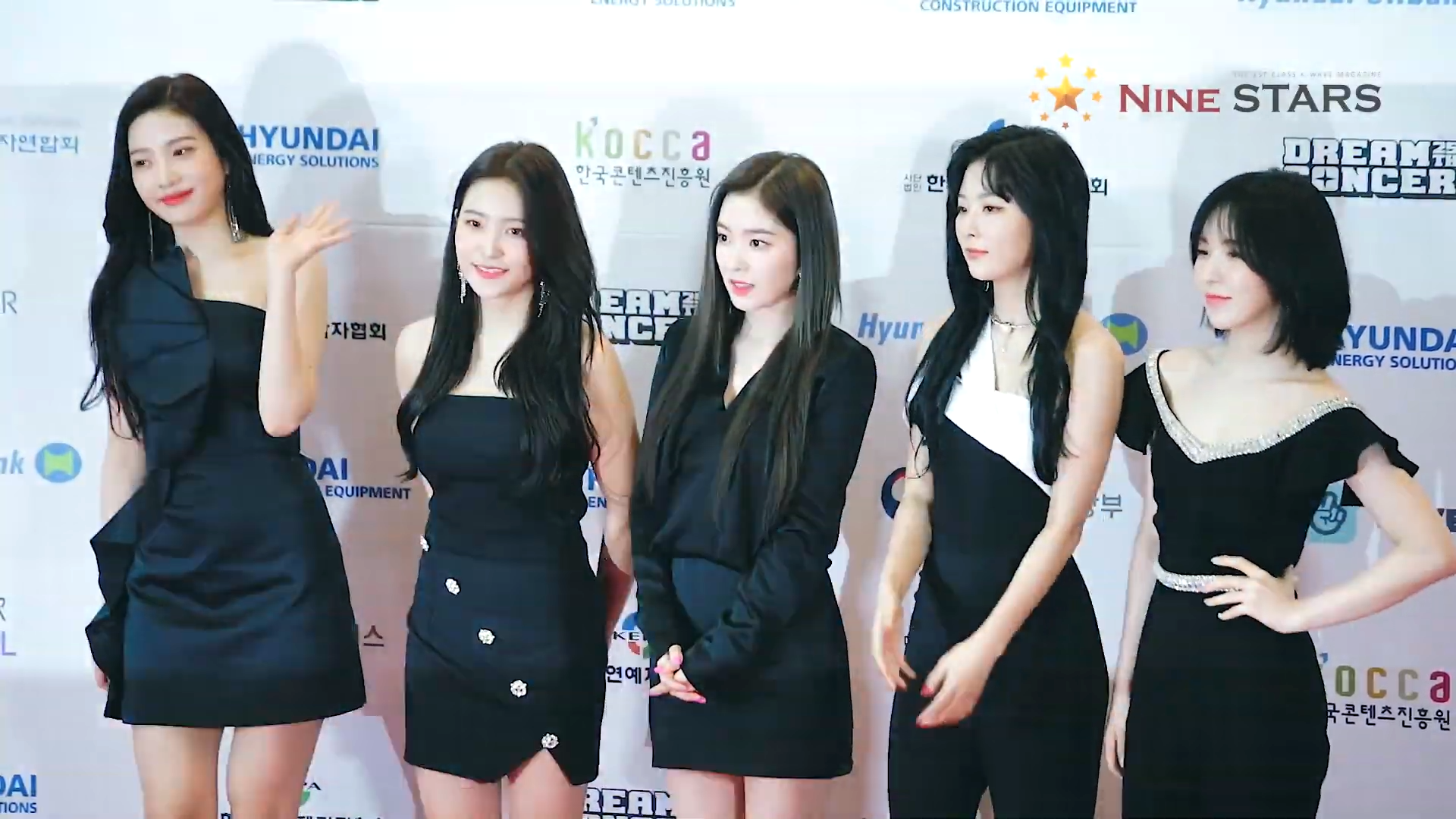
於5月18日的夢想演唱會

日本數位單曲《SAPPY》《Sayonara》
1月6日，發表首張日本數位單曲《SAPPY》，並透過官方YouTube公開MV。
1月30日，完成在日本福岡、神戶、橫濱「REDMARE ARENA TOUR IN JAPAN演唱會」，共計超過45,000觀眾參加，並宣布於2月20日發表第二張數位單曲《Sayonara》。
2月7日至21日，完成「REDMARE北美巡迴演唱會」，洛杉磯、達拉斯、邁阿密、芝加哥、紐華克、多倫多、溫哥華等七個城市，共計超過37,000觀眾參加。  
4月5日，首張改版專輯主打歌《Bad Boy》MV歷經431天觀看次數突破二億，成為Red Velvet首支破二億MV。同日，英國知名女歌手艾麗·高登發行《Close To Me (Red Velvet Remix)》，此曲為親自邀請Red Velvet參與的跨國合作，其中韓語歌詞的部分，由Yeri、Wendy共同參與創作。
日語迷你二輯《SAPPY》
5月29日，發行第二張日語迷你專輯《SAPPY》。
「The ReVe Festival」首部曲
6月4日，官方公佈回歸照，宣佈於6月19日攜帶新專輯《The ReVe Festival: Day 1》回歸。甫推出，登上iTunes综合專輯榜美国、加拿大、巴西等共28個國家和地區1位，是第一個韓國女子團體登上美國iTunes綜合專輯榜第一位。
8月11日，與艾麗·高登合作的《Close To Me (Red Velvet Remix)》於2019年青少年票選獎獲得「Choice Electronic / Dance Song」獎。

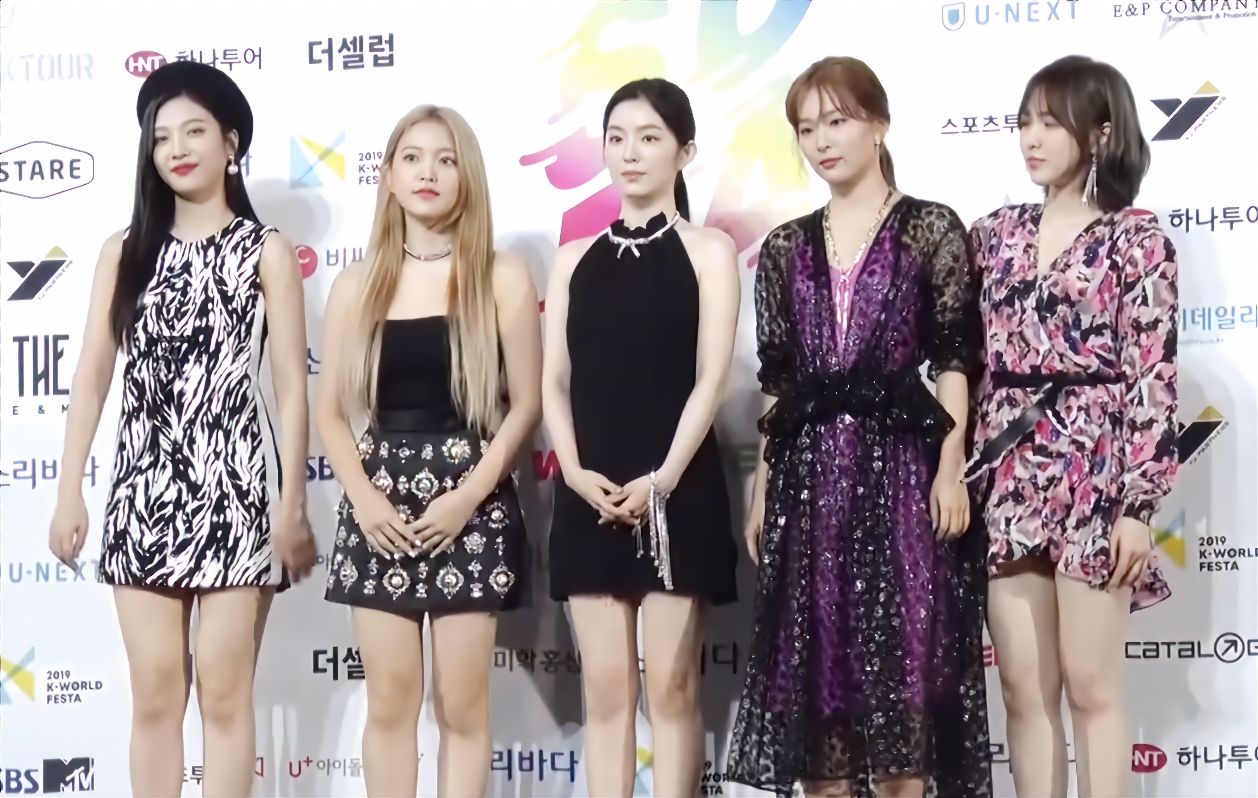
於8月23日的Soribada最佳音樂大獎

「The ReVe Festival」二部曲
8月12日，官方公佈回歸概念示意圖，宣佈於8月20日攜帶迷你專輯《The ReVe Festival: Day 2》回歸。專輯發行後，便在美國、加拿大、巴西、德國、法國等共38個國家和地區的iTunes綜合專輯榜拿下第一名，並再次在美國iTunes專輯榜排名第一位。
第三次演唱會《La Rouge》
11月23日至24日，Red Velvet舉行第三次的單獨演唱會「La Rouge」。
「The ReVe Festival」三部曲
12月23日，發表改版專輯《The ReVe Festival: Finale》回歸，為「The ReVe Festival」三部曲畫下句點。專輯發行後，便在美國、加拿大、智利、芬蘭、挪威等共44個國家和地區的iTunes綜合專輯榜拿下第一名，一年內透過「The ReVe Festival」系列在美國iTunes專輯榜三次奪冠，成為首個女團取得此項佳績。主打曲《Psycho》亦在公開六小時後在晚間零時在Melon、Genie、Bugs、Soribada、Flo、Naver Music成功取得六大音樂網站排行榜的一位，是2019年第一組女團在Melon破頂並達成實時All-Kill，並於12月25日達成iChart榜單的"Certificate All-Kill"。
12月25日，原定在《SBS歌謠大戰》帶來主打曲《Psycho》初舞臺，但成員Wendy在彩排途中，因舞台安全措施疏忽，令舞台樓梯未能趕達，從大概2.5米墜下，經診斷後右側盆骨、腕骨骨折，右顴骨也出現裂痕而送院醫治，停工休養。因此Red Velvet不參加現場典禮直播，舞臺以事前錄製形式播出。Red Velvet成員在27日的《KBS歌謠盛典》以及31日的《MBC歌謠大祭典》只參與合作舞臺演出，團體舞臺則取消。

### 2020年：分隊出道
2月24日，完成在日本廣島、大阪、福岡「La Rouge ARENA TOUR IN JAPAN演唱會」，共計超過32,000觀眾參加。
3月26日，第二張改版專輯主打歌《Psycho》MV歷經93天觀看次數突破一億，成為Red Velvet第七支破億MV。
分隊IRENE & SEULGI《Monster》
5月26日，宣佈Red Velvet成員Irene、Seulgi將組成首組分隊IRENE & SEULGI，於6月15日發行首張迷你專輯《Monster》出道。5月29日，官方宣布為了提高音樂完成度，《Monster》將延至7月6日發行。
6月10日，第二張夏日迷你專輯主打歌《Power Up》MV歷經674天觀看次數突破一億，成為Red Velvet第八支破億MV。11月17日，第二張改版專輯主打歌《Psycho》MV歷經330天觀看次數突破二億，成為Red Velvet第二支破二億MV。12月3日，出道數位單曲《Happiness》MV歷經2313天觀看次數突破一億，成為Red Velvet第九支破億MV，亦是SM娛樂旗下團體首支破億出道MV。

### 2021年：成員SOLO出道
1月1日，Red Velvet與其他SM娛樂藝人共同出演線上演唱會「SMTOWN LIVE "Culture Humanity"」，是成員Wendy於2019年12月25日在《SBS歌謠大戰》綵排途中受傷後，時隔一年的五人完整體舞台。1月18日，首張改版專輯主打歌《Bad Boy》MV歷經1085天觀看次數突破三億，成為Red Velvet首支破三億MV。
Wendy SOLO《Like Water》
3月10日，SM娛樂宣佈成員Wendy正準備首張個人專輯，並以4月作為SOLO出道目標。4月5日，Wendy發行首張個人迷你專輯《Like Water》。
4月15日，第三張迷你專輯主打歌《Russian Roulette》MV歷經1681天觀看次數突破二億，成為Red Velvet第三支破二億MV。5月4日，第二張正規專輯主打歌《Peek-A-Boo》MV歷經1263天觀看次數突破二億，成為Red Velvet第四支破二億MV。
Joy SOLO《Hello》
5月12日，SM娛樂宣布成員Joy將於5月末SOLO出道。5月31日，Joy發表首張個人特別專輯《Hello》。
6月4日，分隊Red Velvet - IRENE & SEULGI首張迷你專輯主打歌《Monster》MV歷經332天觀看次數突破一億，成為Red Velvet第十支破億MV。
迷你六輯《Queendom》
6月9日，SM娛樂宣佈Red Velvet正以八月回歸為目標準備新專輯。這是Red Velvet自2019年12月發行改版專輯《The ReVe Festival: Finale》以來，時隔約一年八個月以完整體回歸樂壇。7月26日，開始為期一週的「Queens Mystic General Store」宣傳，為八月回歸預熱。8月1日，於晚上八時零一分在V LIVE進行直播慶祝出道七週年。8月2日，宣佈於8月16日發行第六張迷你專輯《Queendom》 。8月20日，在KBS2《Music Bank》帶來主打曲〈Queendom〉的初放送舞臺，這是Red Velvet時隔兩年再度在音樂節目打歌。專輯發行後，便在58個國家和地區的iTunes綜合專輯榜拿下第一名，並位列韓國的Synnara唱片、Yes24、教保文庫、Hottracks等各大唱片銷量榜單日榜冠軍，而Red Velvet亦成為第五組在HANTEO專輯總銷量超過一百萬張的女團。
9月9日，第二張改版專輯主打歌《Psycho》MV歷經625天觀看次數突破三億，成為Red Velvet第二支破三億MV。

### 2022年：「The ReVe Festival 2022」
1月14日，官方宣佈原定於2月2日發行的首張日語正規專輯《Bloom》因製作原因而推遲。
《The ReVe Festival 2022 - Feel My Rhythm》
2月18日，SM娛樂表示Red Velvet正以3月回歸為目標準備專輯。2月21日，宣佈將於3月19日至20日舉行特别演唱會「The ReVe Festival: Prologue」。
3月2日，官方公佈預告照，並確定於3月21日發行新專輯《The ReVe Festival 2022 - Feel My Rhythm》回歸。3月12日，日本官方Twitter開通，並宣佈於4月6日發行《Bloom》。3月14日，Irene、Joy、Yeri三位成員確診2019冠狀病毒病，因此特别演唱會延期舉行，而新專輯則按原定計劃發行。3月20日，第六張迷你專輯主打歌《Queendom》MV歷經216天觀看次數突破一億，成為Red Velvet第十一支破億MV。3月21日，《The ReVe Festival 2022 - Feel My Rhythm》預售量已超過51.6萬張，創下自身最高紀錄，成為當時SM娛樂最高預售量的女團專輯。
日語正規一輯《Bloom》
3月28日，公開首張日語正規專輯主打歌《WILDSIDE》音樂錄像和音源。3月30日，Seulgi確診2019冠狀病毒病，因此所有音樂節目行程取消。4月2日，Wendy確診2019冠狀病毒病。
8月31日，迷你專輯《The ReVe Festival: Day 1》主打歌《Zimzalabim》MV歷經1,168天觀看次數突破一億，成為Red Velvet第十二支破億MV。
Seulgi SOLO《28 Reasons》
9月6日，SM娛樂宣佈成員Seulgi正以10月發行為目標準備首張個人專輯。10月4日，Seulgi發行首張個人迷你專輯《28 Reasons》。
《The ReVe Festival 2022 - Birthday》
10月28日，SM娛樂表示Red Velvet正全力以赴準備新專輯，目標是在11月末回歸。11月7日，宣佈於11月28日發行專輯《The ReVe Festival 2022 - Birthday》。

### 2023年：正規三輯
1月19日，《The ReVe Festival 2022 - Birthday》於Circle Chart銷量突破一百萬張，是Red Velvet首張達成百萬銷量的專輯。
第四次演唱會《R to V》
4月1日至2日，Red Velvet舉行第四次的單獨演唱會「R to V」。4月26日，Joy因健康狀況不佳而就醫，經醫療人員診斷後決定暫停所有活動。5月10日，Wendy再次確診2019冠狀病毒病。6月20日，官方表示Joy健康狀況好轉，與醫療團隊充分討論後決定於21日恢復活動。
7月4日，首張夏日迷你專輯主打歌《Red Flavor》MV觀看次數突破二億，成為Red Velvet第五支破二億MV。8月1日，進行直播節目《Ladies Ni9ht》慶祝出道九週年，並宣佈正籌備第三張正規專輯。8月21日，SM娛樂表示與Seulgi完成續約。
正規三輯《Chill Kill》
9月18日，SM娛樂宣佈Red Velvet將於十一月發行第三張正規專輯，是組合時隔六年的韓語正規專輯。10月18日，宣佈於11月13日發行專輯《Chill Kill》回歸。11月13日，主打曲《Chill Kill》在晚上八時在Melon實時榜單取得一位。

### 2024年：十週年
2月2日，首張改版專輯主打歌《Bad Boy》MV觀看次數突破四億，成為Red Velvet首支破四億MV。2月7日，SM娛樂表示與Irene完成續約。
十週年專輯《Cosmic》
6月10日，宣佈於6月24日發行迷你專輯《Cosmic》，以紀念Red Velvet出道十週年。8月1日，發行單曲《Sweet Dreams》，並於2至4日舉行粉絲演唱會「HAPPINESS: My Dear, ReVe1uv」。10月4日，第二張改版專輯主打歌《Psycho》MV觀看次數突破四億，成為Red Velvet第二支破四億MV。
Irene SOLO《Like A Flower》
11月26日，Irene發行首張個人迷你專輯《Like A Flower》。

### 2025年
1月14日，SM娛樂表示與Joy完成續約。
4月4日，Wendy、Yeri不與SM娛樂續約，但仍為組合成員。SM娛樂方面表示：「與Wendy和Yeri之間的專屬合約已經結束，並會繼續作為Red Velvet成員與我們一起努力，希望大家能夠繼續支持並期待Red Velvet的耀眼旅程。」

## 音樂風格與形象
Red Velvet的音樂風格分為「Red」以及「Velvet」，「Red」展現強烈、活力的形象，而「Velvet」象徵成熟和優雅。近年，部分Red Velvet的作品將兩種風格混合在一起，以展現其豐富且多樣的音樂世界。就音樂類型而言，「Red」的歌曲以流行音樂為主，例如《Dumb Dumb》、《Rookie》、《紅色味道》等；「Velvet」的歌曲則以R&B和抒情為主，例如《One Of These Nights》、《Bad Boy》、《Psycho》等。另外，Red Velvet的雙重概念也影響著成員的造型，在「Red」的概念中會穿著色彩鮮豔的服裝，例如《Dumb Dumb》的紅衣娃娃和《Zimzalabim》的螢光怪誕風格；而「Velvet」的概念中會穿著成熟的服裝，例如《Be Natural》的西裝。
Red Velvet因打破韓國流行女團的刻板印象而受到稱讚。《Dazed》的Taylor Glasby指出，在這個女子團體粉絲群大多為男性的國家，Red Velvet的粉絲大部分都是年輕女性。《IZE》雜誌將該組合評為2017年幫助改變韓國女性「被動形象」的成功女性人物之一。另外，Red Velvet的音樂多樣性得到了《時代》雜誌的認可。來自《時尚》雜誌的Janelle Okwodu寫道「這個廣受好評的韓國女團在她們的整個演藝生涯中，以其創新的流行音樂統治了排行榜」。《告示牌》報導稱，Red Velvet是2018年在論壇Reddit上最受歡迎的K-pop組合，她們得到各種性別和性向認同人士的喜歡。
2018年4月，Red Velvet參與平壤春來演唱會，使她們成為第七個在朝鮮表演的偶像團體，也是自2003年以來的第一個。組合在傳播韓國流行文化方面的貢獻獲得韓國文化體育觀光部的表彰。在討論2018年的韓流時，韓國國際交流財團稱Red Velvet是該國最有才華的偶像團體之一，更是向世界推廣K-pop的主要貢獻者。2019年11月，《告示牌》認為Red Velvet是「當今最優秀的偶像組合（The Best Idol Group alive）」，並將《紅色味道》評為2010年代最佳韓國流行音樂的第二名。
2017年4月26日，成員透過官方Instagram專頁正式公布粉絲名為「ReVeluv（레베럽）」，既可解讀為「Red Velvet Luv」，簡稱為「Luvie」，希望往後粉絲和Red Velvet能夠成為互相珍惜愛護的關係，也是「Level Up（레벨업）」的諧音，而「Reve」是「夢」的法文字。公布日同時也是Red Velvet出道第1000日（Yeri出道第779日）。2017年12月，公開日本官方粉絲應援會會員「ReVeluv-Baby」。

## 成員
| 藝名   | 藝名 | 藝名 | 本名              | 出生日期 出生地                      | 隊內擔當           | 代表色 | 子團           | 韓國音樂著作權家協會登錄號 |
| 英文   | 韓文 | 日文 | 本名              | 出生日期 出生地                      | 隊內擔當           | 代表色 | IRENE & SEULGI | 韓國音樂著作權家協會登錄號 |
| ------ | ---- | ---- | ----------------- | ------------------------------------ | ------------------ | ------ | -------------- | -------------------------- |
| Irene  |      |      | ／ Bae Ju-Hyun    | 1991年3月29日 大邱廣域市北區         | 主饒舌、門面、隊長 | ■粉    |                | 不適用                     |
| Seulgi |      |      | ／ Kang Seul-Gi   | 1994年2月10日 京畿道安山市檀園區     | 主舞、領唱         | ■黃    | 10036957       |                            |
| Wendy  |      |      | ／ Shon Seung-Wan | 1994年2月21日 首爾特別市城北區城北洞 | 主唱               | ■藍    |                | 不適用                     |
| Joy    |      |      | ／ Park Soo-Young | 1996年9月3日 濟州特別自治道濟州市    | 領饒舌、副唱       | ■綠    | 不適用         |                            |
| Yeri   |      |      | ／ Kim Ye-Rim     | 1999年3月5日 首爾特別市江北區        | 副饒舌、副唱、忙內 | ■紫    | 10021378       |                            |

## 音樂作品
僅列出有進行宣傳期的作品
| 正規專輯 - 2015-09-09：《The Red》 - 2017-11-17：《Perfect Velvet》 - 2023-11-13：《Chill Kill》 改版專輯 - 2018-01-29：《The Perfect Red Velvet》 迷你專輯 - 2015-03-18：《Ice Cream Cake》 - 2016-03-17：《The Velvet》 - 2016-09-07：《Russian Roulette》 - 2017-02-01：《Rookie》 - 2018-11-30：《RBB》 - 2021-08-16：《Queendom》 - 2024-06-24：《Cosmic》 夏日迷你專輯 - 2017-07-09：《The Red Summer》 - 2018-08-06：《Summer Magic》 「The ReVe Festival」專輯 - 2019-06-19：《The ReVe Festival: Day 1》 - 2019-08-20：《The ReVe Festival: Day 2》 - 2019-12-23：《The ReVe Festival: Finale》 - 2022-03-21：《The ReVe Festival 2022 - Feel My Rhythm》 - 2022-11-28：《The ReVe Festival 2022 - Birthday》 數位單曲 - 2014-08-04：《Happiness》 - 2014-10-13：《Be Natural》 | 正規專輯 - 2022-04-06：《Bloom》 迷你專輯 - 2018-07-04：《#Cookie Jar》 - 2019-05-29：《SAPPY》 數位單曲 - 2019-01-06：《SAPPY》 - 2019-02-20：《Sayonara》 |

## 影視作品
僅顯示團體作品
| - 2016年：KBS《太陽的後裔》 - 2020年：《魔髮精靈唱遊世界》 | - 2017年：《LEVEL UP PROJECT!》 - 2018年：《LEVEL UP PROJECT! S2》 - 2018年：《LEVEL UP PROJECT! S3》 - 2022年：《LEVEL UP PROJECT! S5》 |

## 演唱會及其他演出
巡迴演唱會
- Red Velvet First Concert「Red Room」（2017-2018）
- Red Velvet Second Concert「REDMARE」（2018-2019）
- Red Velvet Third Concert「La Rouge」（2019-2020）
- Red Velvet Fourth Concert「R to V」（2023）
- Red Velvet FANCON TOUR「HAPPINESS: My Dear, ReVe1uv」（2024）

SHOWCASE
- 2015: Red Velvet The First Studio Album Comeback Showcase "The Red"
- 2017: Red Velvet F'U'N ROOM " ReVeluv-baby " Premium Showcase in Japan
- 2017: Red Velvet The Second Studio Album Comeback Showcase "Perfect Velvet"
- 2018: Red Velvet The Perfect Red Velvet Night Comeback Showcase "The Perfect Red Velvet"

SMTOWN家族演唱會
- SMTOWN Live World Tour Ⅳ （2014-2015）
- SMTOWN Live World Tour V （2016）
- SMTOWN Live World Tour VI （2017-2018）
- SMTOWN Live 2018 （2018）
- SMTOWN Special Stage in SANTIAGO （2019）
- SMTOWN Live 2019 （2019）
- SMTOWN LIVE "Culture Humanity"（2021）
- SMTOWN LIVE : SMCU EXPRESS（2022）
- SMTOWN LIVE : SMCU PALACE （2023-2024）
- SMTOWN LIVE 2025 （2025）

## 獎項與榮譽
Red Velvet於2014年8月1日出道，隔年便摘下了許多韓國大型頒獎典禮的新人獎項，包括「金唱片獎」、「首爾歌謠大賞」、「大韓民國演藝藝術賞」等。2015年3月27日，Red Velvet憑迷你一輯《Ice Cream Cake》在KBS《音樂銀行》贏得了出道以來首次的音樂放送節目冠軍。
2015年，Red Velvet也憑《Ice Cream Cake》在韓國年末頒獎典禮包攬了表演獎項，如「甜瓜音樂獎」、「Mnet亞洲音樂大獎」、「Simply K-Pop Awards」、「Gaon Chart K-POP大獎」。年結時，更凴正規一輯《The Red》成為美國告示牌2015年十大最佳KPOP專輯的第七名。
目前，Red Velvet繼正規一輯《The Red》、迷你四輯《Rookie》、夏日特別專輯《The Red Summer》后，以正規二輯《Perfect Velvet》再次在美國告示牌世界專輯榜中奪下第一，為Kpop史上的最初四次奪下告示牌世界專輯榜第一的女團。

### 主要音樂節目榜單排名
| 主打歌曲排名成績 | 主打歌曲排名成績 | 主打歌曲排名成績      | 主打歌曲排名成績    | 主打歌曲排名成績       | 主打歌曲排名成績 | 主打歌曲排名成績        | 主打歌曲排名成績     | 主打歌曲排名成績 | 主打歌曲排名成績      |
| 專輯 | 歌曲 | Mnet 《M! Countdown》 | KBS2 《Music Bank》 | MBC 《Show! 音樂中心》 | SBS 《人氣歌謠》 | MBC M 《Show Champion》 | SBS MTV 《THE SHOW》 | 冠軍 次數        | 備註                  |
| 2014年 | 2014年 | 2014年                | 2014年              | 2014年                 | 2014年           | 2014年                  | 2014年               | 2014年           | 2014年                |
| --- | --- | --------------------- | ------------------- | ---------------------- | ---------------- | ----------------------- | -------------------- | ---------------- | --------------------- |
| 행복 (Happiness) | 행복 (Happiness) | 4                     | 11                  | 11                     | 3                | 7                       |                      | 0                | 出道                  |
| Be Natural | Be Natural | 7                     | 40                  | 18                     | 13               | /                       |                      | 0                |                       |
| 2015年 | |                       |                     |                        |                  |                         |                      |                  |                       |
| Ice Cream Cake | Ice Cream Cake | 1                     | 1                   | 1                      | 1                | 1                       | 1                    | 6                | Yeri加入 六台冠軍歌曲 |
| Ice Cream Cake | Automatic | /                     | 38                  | /                      | 9                | /                       | /                    | 0                |                       |
| The Red | Dumb Dumb | (1)                   | 2                   | 2                      | 1                | 1                       | 1                    | 5                | 四台冠軍歌曲          |
| 2016年 | |                       |                     |                        |                  |                         |                      |                  |                       |
| The Velvet | 7월7일 (One Of These Nights) | 1                     | 1                   | HOT 3                  | 1                | 1                       | 1                    | 5                | 五台冠軍歌曲          |
| Russian Roulette | Russian Roulette | (1)                   | 2                   | HOT 3                  | 1                | 1                       | (1)                  | 6                | 四台冠軍歌曲          |
| 2017年 | |                       |                     |                        |                  |                         |                      |                  |                       |
| Rookie | Rookie | (1)                   | (1)                 | (HOT 3)                | (1)              | (1)                     | 1                    | 9                | 五台冠軍歌曲          |
| The Red Summer | 빨간 맛 (Red Flavor) | 1                     | 1                   | 1                      | 1                | 1                       |                      | 5                | 五台冠軍歌曲          |
| Perfect Velvet | 피카부 (Peek-A-Boo) |                       | 3                   | 2                      | (1)              | 3                       | 2                    | 2                | [ 註 9 ]              |
| 2018年 | |                       |                     |                        |                  |                         |                      |                  |                       |
| The Perfect Red Velvet | Bad Boy | (1)                   | 1                   | 2                      | 1                | 1                       | 無打歌放送           | 5                | 四台冠軍歌曲          |
| Summer Magic | Power Up | (1)                   | (1)                 | 1                      | (1)              | (1)                     | 1                    | 10               | 六台冠軍歌曲          |
| RBB | RBB (Really Bad Boy) |                       | 2                   | 8                      | 5                | 3                       | 無打歌放送           | 0                | [ 註 10 ]             |
| 2019年 | |                       |                     |                        |                  |                         |                      |                  |                       |
| The ReVe Festival: Day 1 | 짐살라빔 (Zimzalabim) | 1                     | 1                   | 1                      | 1                | 1                       | 無打歌放送           | 5                | 五台冠軍歌曲          |
| The ReVe Festival: Day 2 | 음파음파 (Umpah Umpah) | 1                     | 1                   | 1                      | 1                | 1                       | 1                    | 6                | 六台冠軍歌曲          |
| The ReVe Festival: Finale | Psycho | 無打歌放送            | [1]                 | [1]                    | [1]              | 3                       | 無打歌放送           | 9                | 無打歌宣傳            |
| 2021年 | |                       |                     |                        |                  |                         |                      |                  |                       |
| Queendom | Queendom | 1                     | 1                   | [1]                    | (1)              | 2                       | 無打歌放送           | 7                | 四台冠軍歌曲          |
| 2022年 | |                       |                     |                        |                  |                         |                      |                  |                       |
| The ReVe Festival 2022 - Feel My Rhythm | Feel My Rhythm | 2                     | 1                   | 3                      | 2                | 2                       | 無打歌放送           | 1                | [ 註 12 ]             |
| The ReVe Festival 2022 - Birthday | Birthday |                       | 2                   | 2                      | 4                | (1)                     |                      | 2                | [ 註 13 ]             |
| 2023年 | |                       |                     |                        |                  |                         |                      |                  |                       |
| Chill Kill | Chill Kill |                       | 2                   | 1                      | 6                | 5                       |                      | 1                | [ 註 14 ]             |
| 2024年 | |                       |                     |                        |                  |                         |                      |                  |                       |
| Cosmic | Cosmic | 2                     | 2                   | 2                      | 9                | 2                       | 無打歌放送           | 0                |                       |
| \| - 「*」：打榜中 - 「(1)」：兩星期冠軍 - 「[1]」：三星期冠軍 - 「{1}」：四星期冠軍 - 「/」表示未有相關資料 \| - 「 」：該段時期未有設立排行榜 - HOT 3：由節目選出當週HOT 3 ，2015年11月21日起至2017年4月15日。 - 「(HOT 3)」：兩星期HOT 3 - 取得《M! Countdown》、《Show! 音樂中心》、《人氣歌謠》、《Show Champion》三週一位後，排名自動除外 \| | |                       |                     |                        |                  |                         |                      |                  |                       |
| - 「*」：打榜中 - 「(1)」：兩星期冠軍 - 「[1]」：三星期冠軍 - 「{1}」：四星期冠軍 - 「/」表示未有相關資料 | - 「 」：該段時期未有設立排行榜 - HOT 3：由節目選出當週HOT 3 ，2015年11月21日起至2017年4月15日。 - 「(HOT 3)」：兩星期HOT 3 - 取得《M! Countdown》、《Show! 音樂中心》、《人氣歌謠》、《Show Champion》三週一位後，排名自動除外 |                       |                     |                        |                  |                         |                      |                  |                       |

| 各台冠軍歌曲獎座統計                                                     | 各台冠軍歌曲獎座統計                                                     | 各台冠軍歌曲獎座統計                                                     | 各台冠軍歌曲獎座統計                                                     | 各台冠軍歌曲獎座統計                                                     | 各台冠軍歌曲獎座統計                                                     | HOT3歌曲統計           |
| Mnet                                                                     | KBS                                                                      | MBC                                                                      | SBS                                                                      | MBC M                                                                    | SBS MTV                                                                  | MBC 《Show! 音樂中心》 |
| ------------------------------------------------------------------------ | ------------------------------------------------------------------------ | ------------------------------------------------------------------------ | ------------------------------------------------------------------------ | ------------------------------------------------------------------------ | ------------------------------------------------------------------------ | ---------------------- |
| 16                                                                       | 15                                                                       | 12                                                                       | 19                                                                       | 14                                                                       | 8                                                                        | 4                      |
| 一位總數：84 四台冠軍歌曲總數：4 五台冠軍歌曲總數：4 六台冠軍歌曲總數：3 | 一位總數：84 四台冠軍歌曲總數：4 五台冠軍歌曲總數：4 六台冠軍歌曲總數：3 | 一位總數：84 四台冠軍歌曲總數：4 五台冠軍歌曲總數：4 六台冠軍歌曲總數：3 | 一位總數：84 四台冠軍歌曲總數：4 五台冠軍歌曲總數：4 六台冠軍歌曲總數：3 | 一位總數：84 四台冠軍歌曲總數：4 五台冠軍歌曲總數：4 六台冠軍歌曲總數：3 | 一位總數：84 四台冠軍歌曲總數：4 五台冠軍歌曲總數：4 六台冠軍歌曲總數：3 | HOT3歌曲總數：4        |

## 備註
註釋
1. ↑  孔升妍於2004年成為SM娛樂練習生，當時為f(x)的出道候補成員之一。2014年離開SM娛樂並轉到Yuko Company以演員身份出道。
2. ↑  綠衣女子為Seulgi，白衣女子為Irene，灰衣女子為孔升妍。
3. ↑  SM ROOKIES Year 2014 Girls
4. ↑  Melon[223]、Genie[224]的個人頁面之官方定位為Main Rapper、Visual及Leader。
5. ↑  Melon[226]、Genie[227]的個人頁面之官方定位為Main Dancer及Lead Vocal。
6. ↑  Melon[230]、Genie[231]的個人頁面之官方定位為Main Vocal 。
7. ↑  Melon[234]、Genie[235]的個人頁面之官方定位為Lead Rapper及Sub. Vocal。
8. ↑  Melon[237]、Genie[238]的個人頁面之官方定位為Sub. Rapper、Sub. Vocal及Maknae。
9. ↑  《M! Countdown》之打歌期間播出特輯。
10. ↑  《M! Countdown》之打歌期間停播。
11. ↑  《Psycho》所有一位於2020年獲得；《Show Champion》於1/1 - 2/12停播，而《M! Countdown》於1/2停播，故不頒發一位。
12. ↑  《Show! 音樂中心》於4月2日停播，故不頒發一位。
13. ↑  《THE SHOW》於11/29 - 12/27停播，而《M! Countdown》於12/01 - 12/15停播
14. ↑  《THE SHOW》於11/21 - 12/26停播，《Show Champion》於11/22 - 11/29停播，而《M! Countdown》於11/23 - 12/28停播

## 外部連結
| - 官方网站（） - 官方网站（日語） - Red Velvet的Facebook專頁 - YouTube上的Red Velvet頻道 - Red Velvet的Instagram帳戶 - Red Velvet的X（前Twitter）（） - Red Velvet的X（前Twitter）（日語） - Red Velvet的TikTok - Red Velvet的哔哩哔哩个人空间 - Red Velvet的新浪微博 | 成員個人Instagram - Irene的Instagram帳戶 - Seulgi的Instagram帳戶 - Wendy的Instagram帳戶 - Joy的Instagram帳戶 - Yeri的Instagram帳戶 |